# Liste d'œuvres d'art public dans le 1er arrondissement de Paris

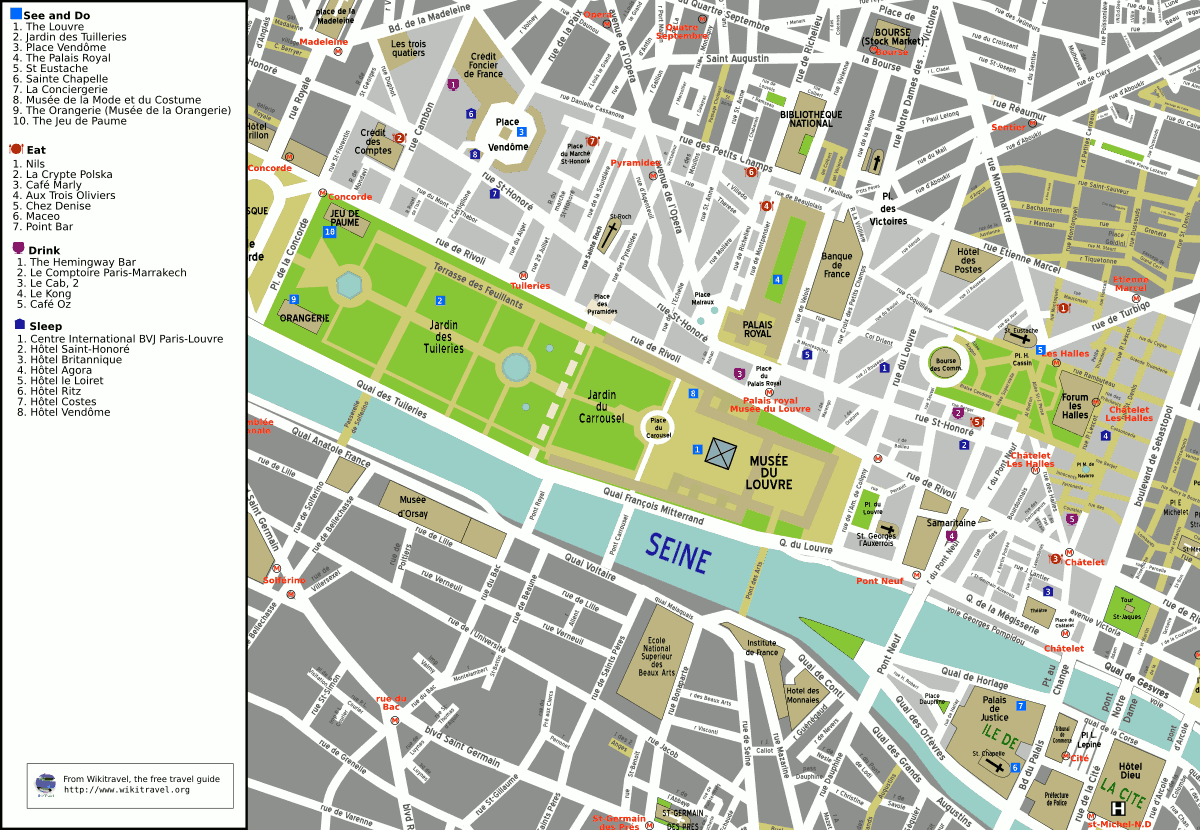
Plan du 1er arrondissement de Paris.

Cet article tente de recenser les principales œuvres d'art public situées dans le 1er arrondissement de Paris, en France.

## Généralités
Le 1er arrondissement est l'un des plus riches arrondissements de Paris en matière d'œuvres d'art public — essentiellement des statues. Ceci est essentiellement dû à la présence des jardins des Tuileries, qui hébergent plusieurs dizaines de sculptures, tant classiques que contemporaines.

## Liste

### Jardins des Tuileries

#### Jardin du Carrousel
Le jardin du Carrousel, la partie des Tuileries la plus proche du Louvre, comporte essentiellement des statues d'Aristide Maillol, installées en 1964 à l'initiative d'André Malraux, alors ministre des Affaires culturelles :
- L'Action enchaînée (1905 ; 48° 51′ 45″ N, 2° 20′ 03″ E)
- L'Air (1938 ; 48° 51′ 45″ N, 2° 19′ 53″ E)
- La Baigneuse aux bras levés (1921 ; 48° 51′ 44″ N, 2° 19′ 56″ E)
- La Baigneuse drapée (1937 ; 48° 51′ 45″ N, 2° 19′ 58″ E)
- La Douleur (1912 ; 48° 51′ 41″ N, 2° 19′ 55″ E)
- L'Été (1910 ; 48° 51′ 42″ N, 2° 19′ 56″ E)
- Flore (1910 ; 48° 51′ 42″ N, 2° 19′ 55″ E)
- L'Hommage à Cézanne (1912 ; 48° 51′ 46″ N, 2° 19′ 53″ E)
- Jeune Fille allongée (1921 ; 48° 51′ 41″ N, 2° 19′ 54″ E)
- La Méditerranée (1905 ; 48° 51′ 44″ N, 2° 20′ 00″ E)
- La Montagne (1925 ; 48° 51′ 45″ N, 2° 19′ 58″ E)
- Le Monument aux morts de Port-Vendres (1923 ; 48° 51′ 42″ N, 2° 19′ 51″ E)
- La Nuit (1909 ; 48° 51′ 40″ N, 2° 19′ 57″ E)
- La Nymphe (1930 ; 48° 51′ 44″ N, 2° 19′ 57″ E)
- Pomone (1910 ; 48° 51′ 42″ N, 2° 19′ 56″ E)
- Pomone drapée (1921 ; 48° 51′ 41″ N, 2° 19′ 54″ E)
- La Rivière (1938 ; 48° 51′ 43″ N, 2° 19′ 52″ E)
- Les Trois Grâces (1938 ; 48° 51′ 45″ N, 2° 19′ 58″ E)
- Vénus (1928 ; 48° 51′ 44″ N, 2° 19′ 57″ E)

L'arc de triomphe du Carrousel en lui-même comporte les œuvres suivantes, réalisées sauf mention contraire en 1810 :
- Quadrige, François Joseph Bosio (1828, copie des chevaux de Saint-Marc)
- Face ouest :
  - Bas-reliefs :
    - L'Entrée de l'armée française à Munich, Clodion
    - L'Entrevue de Tilsit, Claude Ramey

  - Statues :
    - Canonnier, Charles-Antoine Bridan
    - Carabinier de ligne, Moutoni
    - Grenadier, Robert-Guillaume Dardel
    - Sapeur, Jacques-Edme Dumont
- Face est :
  - Bas-reliefs :
    - La Bataille d'Austerlitz, Jean-Joseph Espercieux (1810)
    - La Capitulation d'Ulm, Pierre Cartellier (1810)

  - Statues :
    - Carabinier à cheval, Joseph Chinard (1810)
    - Chasseur à cheval, Jean Joseph Foucou (1810)
    - Cuirassier, Charles-Auguste Taunay (1810)
    - Dragon, Charles-Louis Corbet (1810)

De part et d'autre de l'arc :
- La France Victorieuse, Antoine-François Gérard (1809 ; 48° 51′ 41″ N, 2° 19′ 59″ E)
- L'Histoire, Antoine-François Gérard (1809 ; 48° 51′ 43″ N, 2° 20′ 00″ E)

#### Statues françaises classiques

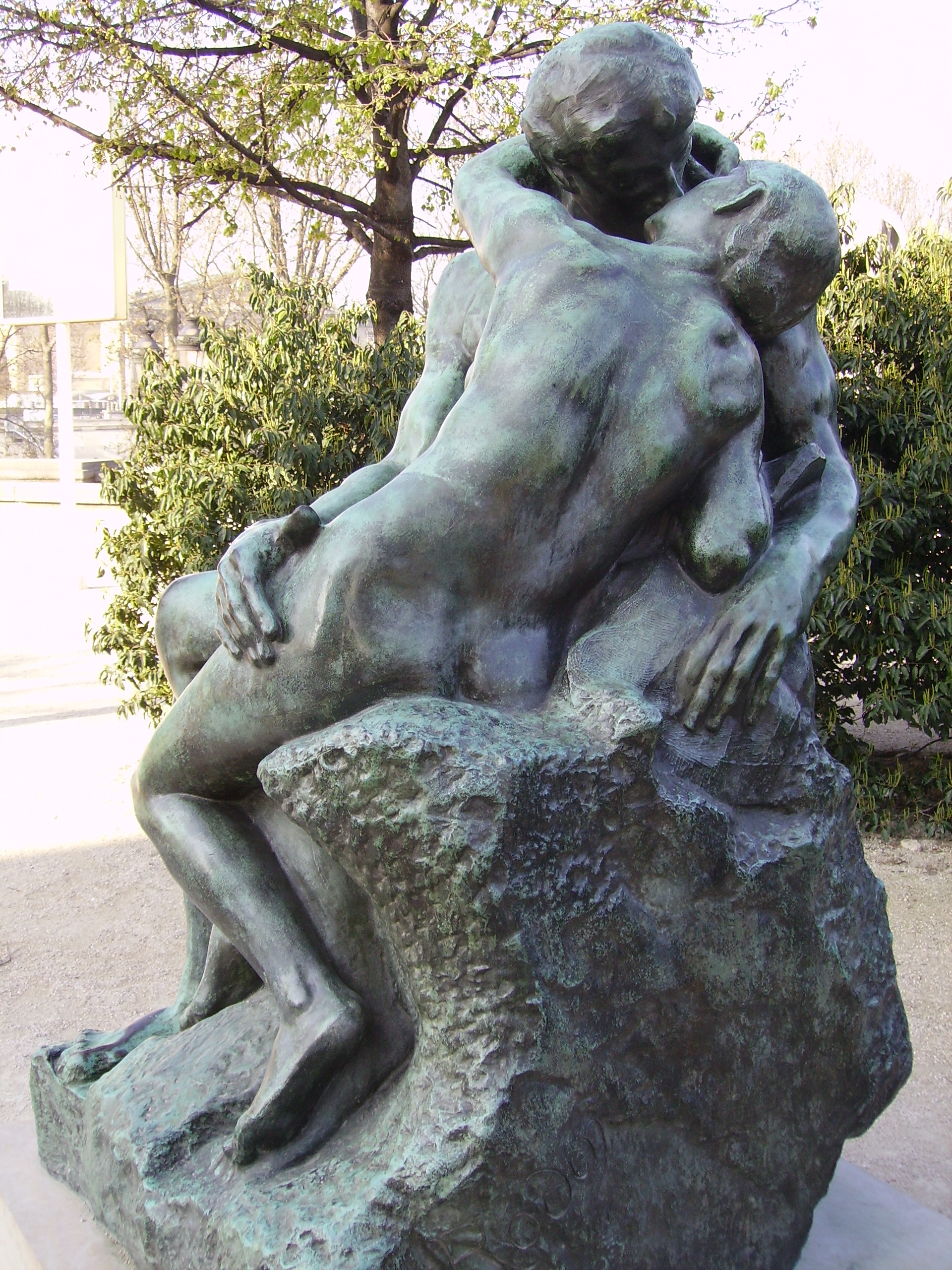
Le Baiser, Auguste Rodin.

Le jardin des Tuileries, surtout dans sa partie orientale, comporte un ensemble d'œuvres classiques réalisées par des sculpteurs français :
- Entrée ouest, le fer à cheval :
  - Buste de Le Nôtre (48° 51′ 54″ N, 2° 19′ 22″ E)
  - La Loire et le Loiret, Corneille Van Clève (1703-1707 ; 48° 51′ 53″ N, 2° 19′ 24″ E)
  - Le Nil, Lorenzo Ottoni (1688-1692 ; 48° 51′ 52″ N, 2° 19′ 24″ E)
  - La Seine et la Marne, Nicolas Coustou (1704-1712 ; 48° 51′ 54″ N, 2° 19′ 25″ E)
  - Le Tibre, Pierre Bourdict (1685-1690 ; 48° 51′ 54″ N, 2° 19′ 26″ E)

- Est du Grand Bassin octogonal :
  - Agrippine, Robert Doisy (1658-1690 ; 48° 51′ 50″ N, 2° 19′ 27″ E)
  - Annibal, François Girardon (1722 ; 48° 51′ 52″ N, 2° 19′ 30″ E)
  - L'Automne ou Vertumne, François Barois (1696 ; 48° 51′ 51″ N, 2° 19′ 28″ E)
  - L'Été, Guillaume Coustou (1726 ; 48° 51′ 53″ N, 2° 19′ 29″ E)
  - L'Hiver, Jean Raon (1710-1712 ; 48° 51′ 53″ N, 2° 19′ 29″ E)
  - Jules César, Nicolas Coustou (1722 ; 48° 51′ 51″ N, 2° 19′ 29″ E)
  - Le Printemps ou Pomone, François Barois (1696 ; 48° 51′ 51″ N, 2° 19′ 27″ E)
  - Véturie, Pierre Le Gros le jeune (1695 ; 48° 51′ 54″ N, 2° 19′ 29″ E)

- Terrasse du Jeu-de-Paume :
  - Lion, Giuseppe Franchi (48° 51′ 58″ N, 2° 19′ 24″ E)

- Terrasse de l'Orangerie : 
  - Le Baiser, Auguste Rodin (1886-1898 ; 48° 51′ 50″ N, 2° 19′ 18″ E)
  - Ève, Auguste Rodin (1881 ; 48° 51′ 50″ N, 2° 19′ 22″ E)
  - La Grande Ombre, Auguste Rodin (1880 ; 48° 51′ 50″ N, 2° 19′ 22″ E)
  - Lion, Giuseppe Franchi (1806 ; 48° 51′ 50″ N, 2° 19′ 18″ E)
  - Méditation, Auguste Rodin (1881 ; 48° 51′ 50″ N, 2° 19′ 22″ E)

- Terrase des Feuillants :
  - Lion et lionne se disputant un sanglier, Auguste Cain (1882 ; 48° 51′ 54″ N, 2° 19′ 38″ E)
  - Monument à Jules Ferry, Gustave Michel (1906-1910 ; 48° 51′ 49″ N, 2° 19′ 52″ E)
  - Monument à Waldeck-Rousseau, Laurent Marqueste (1909 ; 48° 51′ 56″ N, 2° 19′ 30″ E)
  - Retour de chasse, Antonin Carlès (1888 ; 48° 51′ 49″ N, 2° 19′ 53″ E)
  - Rhinocéros attaqué par des tigres, Auguste Cain (1882-1884 ; 48° 51′ 55″ N, 2° 19′ 37″ E)

- Terrase du Bord-de-l'Eau :
  - Les Fils de Caïn, Paul Landowski (1906, terrasse du Bord-de-l'Eau ; statue ; 48° 51′ 41″ N, 2° 19′ 45″ E)
  - Lion au serpent, Antoine-Louis Barye (1832 ; 48° 51′ 48″ N, 2° 19′ 24″ E)

- Grand Couvert :
  - Apollon, Paul Belmondo (48° 51′ 54″ N, 2° 19′ 31″ E)
  - Jeannette, Paul Belmondo (48° 51′ 54″ N, 2° 19′ 31″ E)
  - Monument à Charles Perrault, Gabriel Pech (1908 ; 48° 51′ 54″ N, 2° 19′ 33″ E)

- Exèdre Nord :
  - Atalante, Pierre Lepautre (1703-1705 ; 48° 51′ 49″ N, 2° 19′ 41″ E)
  - Faune au chevreau, Pierre Lepautre (1685 ; 48° 51′ 50″ N, 2° 19′ 40″ E)
  - Hippomène, Guillaume Coustou (1712 ; 48° 51′ 49″ N, 2° 19′ 41″ E)

- Exèdre Sud :
  - Apollon poursuivant Daphné, Nicolas Coustou (1714 ; 48° 51′ 47″ N, 2° 19′ 40″ E)
  - Daphné poursuivie par Apollon, Nicolas Coustou (1714 ; 48° 51′ 47″ N, 2° 19′ 39″ E)
  - Vénus callipyge, François Barois et Jean Thierry (1683-1686 ; 48° 51′ 47″ N, 2° 19′ 38″ E)

- Grand Carré :
  - Diane à la biche, Guillaume Coustou (48° 51′ 51″ N, 2° 19′ 44″ E)
  - Diane chasseresse, Edmond Lévêque (1869 ; 48° 51′ 45″ N, 2° 19′ 49″ E)
  - Flore Farnèse, Antoine André (1676 ; 48° 51′ 44″ N, 2° 19′ 39″ E)
  - Hercule Farnèse, Giovanni Comino (1670 ; 48° 51′ 47″ N, 2° 19′ 42″ E)
  - Jules César, Ambrogio Parisi (1694 ou 1713 ? ; 48° 51′ 48″ N, 2° 19′ 42″ E)
  - La Mort de Laïs, Mathieu-Meusnier (1850 ; 48° 51′ 43″ N, 2° 19′ 44″ E)
  - Nymphe, Edmond Lévêque (1866 ; 48° 51′ 45″ N, 2° 19′ 50″ E)
  - Tigre terrassant un crocodile, Auguste Cain (1869-1873 ; 48° 51′ 47″ N, 2° 19′ 51″ E)
  - Tigresse apportant un paon à ses petits, Auguste Cain (1873 ; 48° 51′ 43″ N, 2° 19′ 48″ E)

- Grand Bassin rond :
  - Alexandre combattant, Charles-François Lebœuf (1836 ; 48° 51′ 45″ N, 2° 19′ 44″ E)
  - Le Bon Samaritain, François Sicard (1896 ; 48° 51′ 45″ N, 2° 19′ 45″ E)
  - Caïn venant de tuer son frère Abel, Henri Vidal (1896 ; 48° 51′ 46″ N, 2° 19′ 48″ E)
  - Cassandre se met sous la protection de Pallas, Aimé Millet (1877 ; 48° 51′ 47″ N, 2° 19′ 48″ E)
  - Le Centaure Nessus enlevant Déjanire, Laurent Marqueste (1892 ; 48° 51′ 48″ N, 2° 19′ 46″ E)
  - Cincinnatus, Denis Foyatier (1834 ; 48° 51′ 46″ N, 2° 19′ 43″ E)
  - La Comédie, Jules Toussaint Roux (1874 ; 48° 51′ 48″ N, 2° 19′ 45″ E)
  - Médée, Paul Gasq (1896 ; 48° 51′ 46″ N, 2° 19′ 43″ E)
  - La Misère, Jean-Baptiste Hugues (1905-1907 ; 48° 51′ 45″ N, 2° 19′ 47″ E)
  - Périclés distribuant des couronnes aux artistes, Jean-Baptiste Joseph Debay (1835 ; 48° 51′ 45″ N, 2° 19′ 46″ E)
  - Le Serment de Spartacus, Louis-Ernest Barrias (1869 ; 48° 51′ 48″ N, 2° 19′ 44″ E)
  - Thésée combattant le Minotaure, Jules Ramey (1821 ; 48° 51′ 48″ N, 2° 19′ 47″ E)

À l'angle de l'avenue du Général-Lemonnier et du quai Aimé-Césaire se trouve une statue de sphinge, dite « Sphinge de Sébastopol » (cf. ces deux articles pour son histoire).

#### Statues françaises contemporaines
La partie occidentale du jardin des Tuileries, la plus proche de la place de la Concorde, comporte un ensemble d'œuvres contemporaines, installées principalement en 2000 sous la direction d'Alain Kirili :
- L'Ami de personne, Erik Dietman (1992 ; 48° 51′ 51″ N, 2° 19′ 40″ E)
- Arbre des voyelles, Giuseppe Penone (1999 ; 48° 51′ 47″ N, 2° 19′ 34″ E)
- Arcs de cercles complémentaires, François Morellet (2000, Jardin des Tuileries ; installation murale ; 48° 51′ 54″ N, 2° 19′ 22″ E)
- Le Bel costumé, Jean Dubuffet (1973/1998 ; 48° 51′ 56″ N, 2° 19′ 25″ E)
- Column, Tony Cragg (2001 ; 48° 51′ 57″ N, 2° 19′ 30″ E)
- Comptine, Anne Rochette (1999, groupe sculpté ; 48° 51′ 48″ N, 2° 19′ 31″ E)
- Confidence, Daniel Dezeuze (2000, Jardin des Tuileries ; installation ; 48° 51′ 47″ N, 2° 19′ 39″ E)
- Coup de chapeau II, Roy Lichtenstein (1996 ; 48° 51′ 51″ N, 2° 19′ 42″ E)
- L'Échiquier, grand, Germaine Richier (1959, groupe sculpté ; 48° 51′ 48″ N, 2° 19′ 35″ E)
- Force et Tendresse, Eugène Dodeigne (1996 ; 48° 51′ 51″ N, 2° 19′ 42″ E)
- La Foule, Raymond Mason (1963-1967, groupe sculpté ; 48° 51′ 55″ N, 2° 19′ 29″ E)
- Galatea, Roy Lichtenstein (1990 ; 48° 51′ 51″ N, 2° 19′ 42″ E)
- Grand Commandement blanc, Alain Kirili (1986, groupe sculpté ; 48° 51′ 51″ N, 2° 19′ 21″ E)
- Grande Femme II, Alberto Giacometti (1959-60 ; 48° 51′ 50″ N, 2° 19′ 29″ E)
- La Grande Musicienne, Henri Laurens (1937 ; 48° 51′ 50″ N, 2° 19′ 29″ E)
- Manus Ultimus, Magdalena Abakanowicz (1997 ; 48° 51′ 49″ N, 2° 19′ 40″ E)
- Microbe vu à travers un tempérament, Max Ernst (1964 ; 48° 51′ 50″ N, 2° 19′ 29″ E)
- Personnage III, Étienne Martin (1967, groupe sculpté ; 48° 51′ 52″ N, 2° 19′ 31″ E)
- (Placé) sur un point fixe (Pris) depuis un point fixe. n° 717, Lawrence Weiner (2000, Jardin des Tuileries ; installation murale ; 48° 51′ 55″ N, 2° 19′ 30″ E)
- Primo Piano II, David Smith (1962 ; 48° 51′ 50″ N, 2° 19′ 29″ E)
- Reclining Figure, Henry Moore (1951 ; 48° 51′ 50″ N, 2° 19′ 25″ E)
- Standing Woman, Gaston Lachaise (1932 ; 48° 51′ 49″ N, 2° 19′ 40″ E)
- The Welcoming Hands, Louise Bourgeois (1996, groupe sculpté ; 48° 51′ 55″ N, 2° 19′ 22″ E)
- Œuvres déplacées :
  - Brushstroke Nude, Roy Lichtenstein (1993)
  - Le Cri, Chaim Jacob Lipchitz (1928-1929)
  - Sans titre, Ellsworth Kelly (1988)

### Jardin et forum des Halles

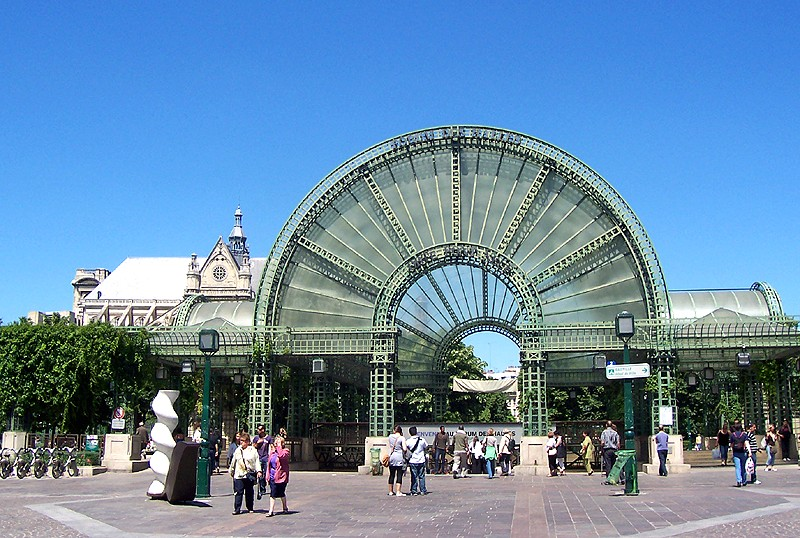
L'une des entrées du forum des Halles ; Pas au-delà de l'horizon d'Ivan Messac est visible sur la gauche de l'image.

Le jardin et le forum des Halles comportent plusieurs œuvres :
- Écoute, Henri de Miller (1989, place René-Cassin ; sculpture ; 48° 51′ 47″ N, 2° 20′ 42″ E)
- Œuvres déplacées ou détruites lors du chantier du forum à partir de 2010 :
  - Cadran solaire à fibres optiques, Henri de Miller (1988 ; cadran solaire ; 48° 51′ 47″ N, 2° 20′ 39″ E)
  - Cylindre à totos, Jofo (1995, cour intérieure ; peinture murale)
  - Pas au-delà de l'horizon, Ivan Messac (1989, place Maurice-Quentin)
  - Les touristes, Élisabeth Buffoli (1988, groupe statuaire prêté à la Ville de Montréal et installé dans cette ville en 2017)
  - Pyegemalion, Julio Silva (1979, cour intérieure)
  - Vizitor, Barry Flanagan (1989)

### Palais-Royal
Les œuvres suivantes sont exposées au Palais-Royal :
- Les Deux Plateaux, Daniel Buren (1986, installation ; 48° 51′ 49″ N, 2° 20′ 13″ E)
- Fontaines à boules, Pol Bury (parvis de la cour d'Orléans ; fontaine ; 48° 51′ 50″ N, 2° 20′ 13″ E et 48° 51′ 50″ N, 2° 20′ 15″ E)
- Dans le jardin :
  - Le Charmeur de serpents, Martial Thabard (1875 ; 48° 51′ 51″ N, 2° 20′ 15″ E)
  - Le Pâtre et la Chèvre, Paul Le Moyne (1830 ; 48° 51′ 55″ N, 2° 20′ 16″ E)

### Statues équestres
Statues équestres du 1er arrondissement :

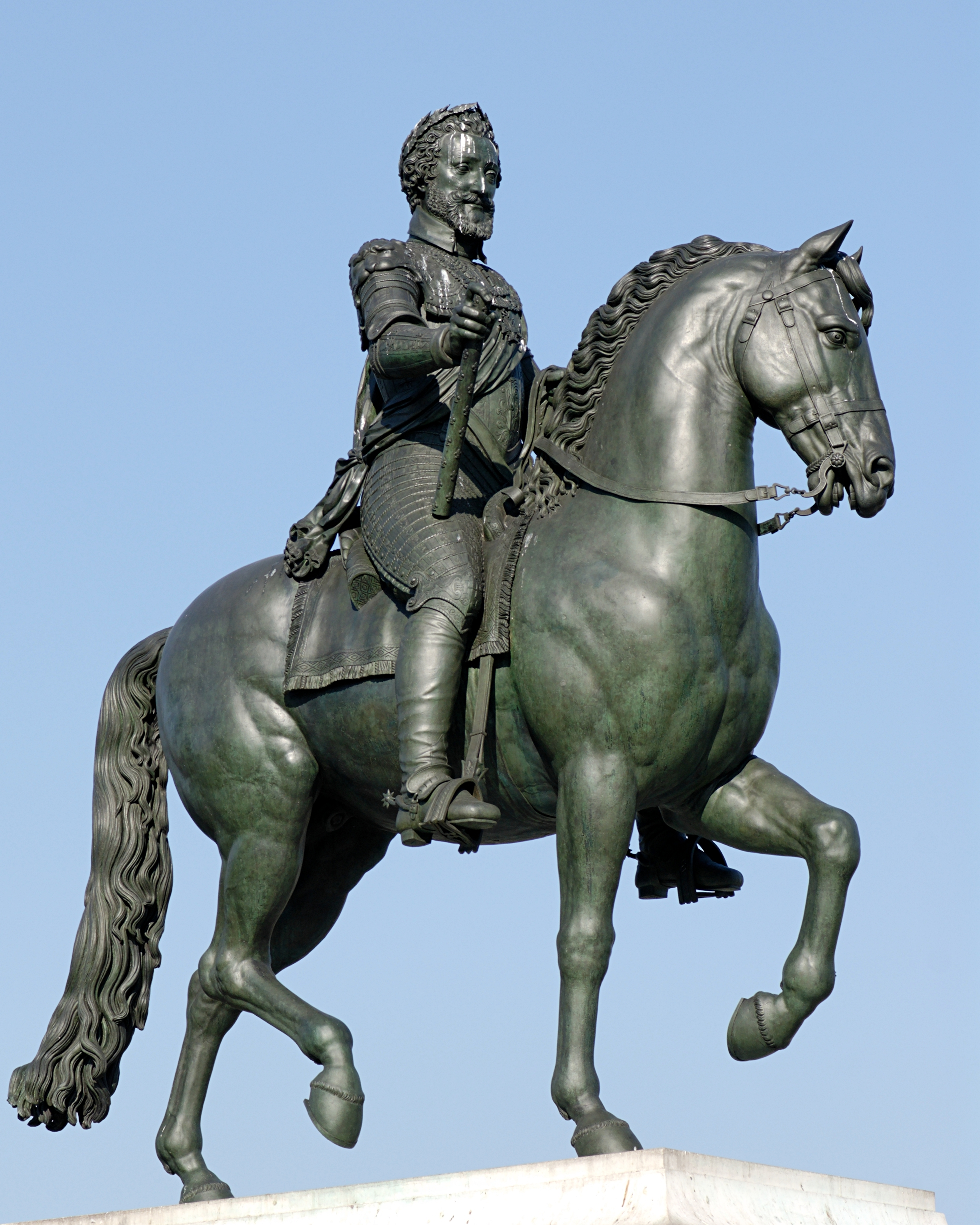
Statue équestre d'Henri IV de François-Frédéric Lemot, sur le pont Neuf.

- Statue équestre d'Henri IV, François-Frédéric Lemot (1818, pont Neuf ; 48° 51′ 26″ N, 2° 20′ 27″ E)
- Statue équestre de Jeanne d'Arc, Emmanuel Frémiet (1874, place des Pyramides ; 48° 51′ 50″ N, 2° 19′ 56″ E[2])
- Statue équestre de Louis XIV, Gian Lorenzo Bernini (1677/1988, place du Carrousel, cour Napoléon ; 48° 51′ 40″ N, 2° 20′ 06″ E, réplique en bronze de l'original situé dans les jardins de Versailles[2])
- Statue équestre de Louis XIV, François Joseph Bosio (1828, place des Victoires ; 48° 51′ 57″ N, 2° 20′ 28″ E)
- Mercure chevauchant Pégase, Antoine Coysevox (1702, entrée ouest des Tuileries; 48° 51′ 55″ N, 2° 19′ 21″ E)
- La Renommée chevauchant Pégase, Antoine Coysevox (1698-1702, entrée ouest des Tuileries ; 48° 51′ 54″ N, 2° 19′ 20″ E)

### Fontaines
- Fontaine Molière (1844, angle des rues Molière et de Richelieu ; 48° 51′ 55″ N, 2° 20′ 12″ E) :
  - Statue de Molière, Bernard Seurre
  - La Comédie grave, James Pradier
  - La Comédie enjouée, James Pradier
- Fontaines du Théâtre Français (1874, place André-Malraux) :
  - Côté rue de Richelieu (48° 51′ 50″ N, 2° 20′ 08″ E) :
    - Ronde d'enfants, Charles Gauthier
    - Nymphe fluviale, Mathurin Moreau

  - Côté rue Saint-Honoré (48° 51′ 49″ N, 2° 20′ 06″ E) :
    - Nymphe marine, Albert-Ernest Carrier-Belleuse
    - Ronde d'enfants, Louis Eudes

### Stations de métro

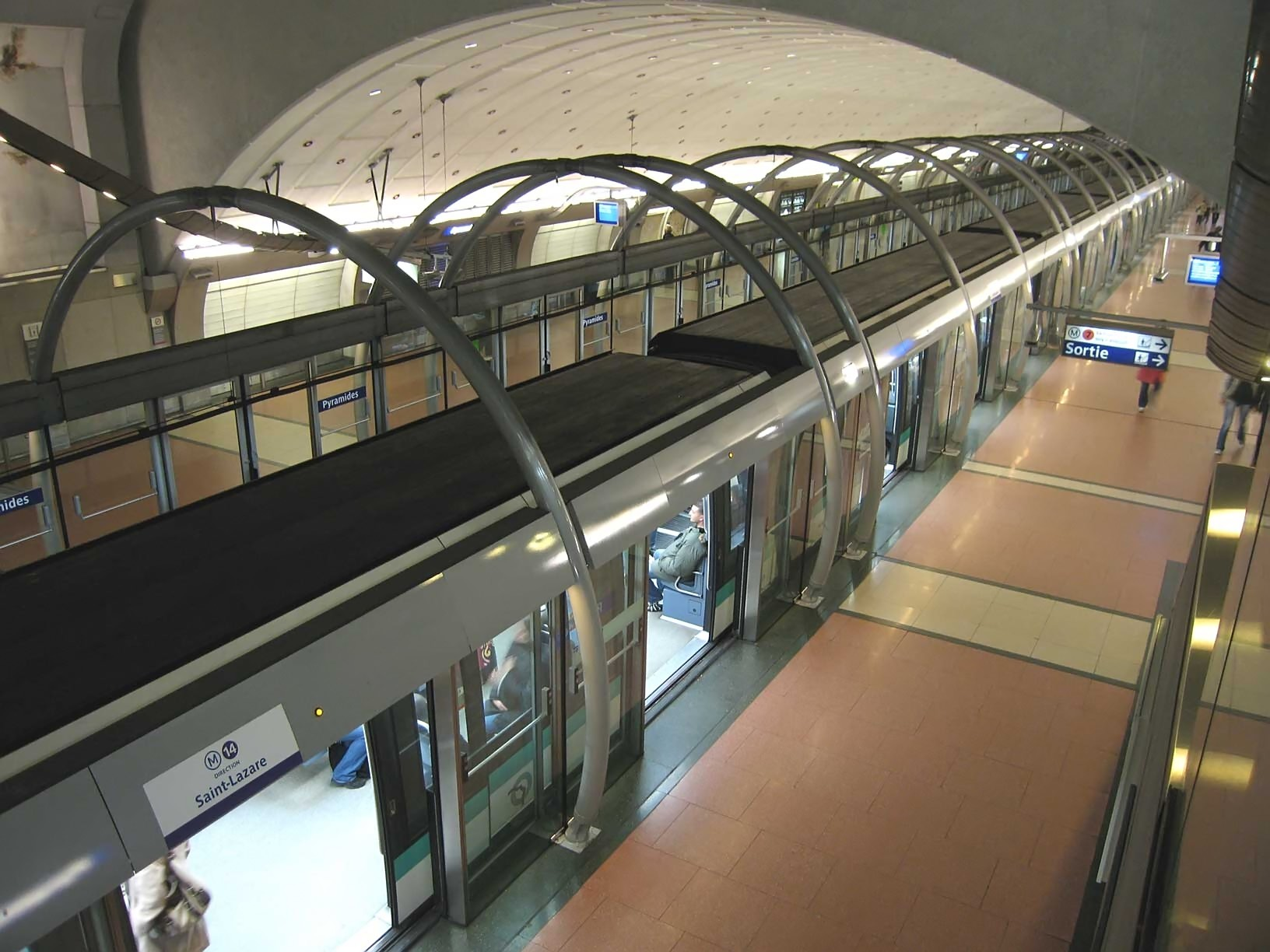
Quai de la ligne 14 du métro à la station Pyramides ; les disques de Tissinier, formant sa Tissignalisation n°14, sont vaguement visibles sur le fond de l'image, sur la voûte de ciment qui recouvre la voie.

Plusieurs stations de métro sont décorées d'œuvres :
- Châtelet :
  - Énergies, Pierre-Yves Trémois (1977)[3] ;
  - Fresque en céramique, Hervé Mathieu-Bachelot ;
  - Obliques enrubannées, Hervé Mathieu-Bachelot (1985) ;
  - Point de rencontre, Ilio Signori[4],[5] ;

- Louvre - Rivoli : moulages d'œuvres exposées au Louvre (quai de la ligne 1, fresque)[6] ;
- Palais Royal - Musée du Louvre : La Pensée et l'Âme huicholes, Santos de la Torre (quai et couloir de la ligne 1, fresque)[6] ;
- Pont-Neuf : reproductions de pièces de monnaie (voûte du quai de la ligne 7, fresque)[6] ;
- Pyramides, ligne 14 :
  - P.I.L.I., Philippe Favier ;
  - Tissignalisation n°14, Jacques Tissinier (2003, également présente à la station Madeleine).

### Œuvres diverses
- Buste d'Eugène Scribe (36 rue Saint-Denis, rue de La Reynie ; 48° 51′ 36″ N, 2° 20′ 54″ E)
- Hautes Herbes, Béatrice Guichard (2003, place du Louvre ; 48° 51′ 36″ N, 2° 20′ 26″ E)
- Hommage à Arago, Jan Dibbets (1994, installation de médaillons sur l'axe du méridien de Paris)
- La Justice, Raymond Delamarre (1946, 3 rue Cambon, annexe du Ministère de la Justice ; bas-relief[7])
- Le Kiosque des noctambules, Jean-Michel Othoniel (2000, place Colette ; installation ; 48° 51′ 47″ N, 2° 20′ 10″ E)
- Le Laboureur, Jean-Michel Sanejouand (2004, entrée du Ministère de la Culture, rue des Bons-Enfants ; peinture)
- Monument à l'amiral de Coligny, Gustave Crauk (1889, devant le temple protestant de l'Oratoire du Louvre ; 48° 51′ 41″ N, 2° 20′ 23″ E)
- Mur peint, Aki Kuroda (2000, 15-17 rue du Colonel-Driant ; peinture murale ; 48° 51′ 50″ N, 2° 20′ 18″ E)
- Pont du Carrousel :
  - L'Abondance, Louis Petitot (1846, aval ; 48° 51′ 36″ N, 2° 19′ 59″ E)
  - L'Industrie, Louis Petitot (1846, amont ; 48° 51′ 35″ N, 2° 20′ 00″ E)
- Renommées, Jules Dalou (1865, 4 rue de la Paix ; bas-relief ; 48° 52′ 07″ N, 2° 19′ 51″ E)
- Sculptures, Olivier Carré (1993, quai du Louvre ; installation murale ; 48° 51′ 37″ N, 2° 19′ 54″ E)